# Cacilhas
Cacilhas era una freguesia portoghese del comune di Almada; ha un'estensione di 0,97 km² e 6.017 abitanti (2011). La densità è pari a 7.185,6 ab/km² ed è inserita nella città di Almada.
È stata estinta nel 2013, nell'ambito di una riforma amministrativa nazionale, essendo stata aggregata alle freguesie di Almada, Pragal e Cova da Piedade, per formare una nuova freguesia chiamata Unione delle Parrocchie di Almada, Cova da Piedade, Pragal e Cacilhas con sede ad Almada.
Situata sulle rive del fiume Tago, di fronte alla città di Lisbona, rappresenta un importante crocevia per i trasporti della regione, in quanto capolinea dei traghetti per l'attraversamento del fiume (Transtejo), degli autobus della Transportes Sul do Tejo (TST) e della metropolitana leggera Metropolitano Transportes do Sul (MST).

## Geografia fisica
Cacilhas è delimitata a nord e ad est dal fiume Tago, a sud dalla ex freguesia di Cova da Piedade e a ovest da quella di Almada.

## Origini del nome
Esistono due versioni riguardo all'origine del toponimo Cacilhas: una leggenda vuole che il nome derivi dalla frase Dá cá cilhas (Dammi le cinghie), frase utilizzata dai proprietari degli asini per preparare gli animali per le visite in carrozza dei turisti; secondo un'altra versione Cacilhas deve il suo nome al termine arabo cacila che significa mandria o il luogo dove si bruca.

## Storia
I primi insediamenti umani nella zona di Cacilhas risalgono all'VIII secolo a.C. Scavi archeologici compiuti negli anni ottanta attestano la presenza di un nucleo indigeno dell'età del bronzo e, posteriormente, di un importante scalo commerciale dei Fenici.
A Cacilhas si trovano anche resti del periodo romano ed arabo. Una fabbrica di conserva di pesce, durante i secoli I e III d.C., forniva il mercato locale ed altre province romane.
Il villaggio continuò nel corso dei secoli ad essere un importante centro di commercio per i prodotti di diverse regioni, come grano, carne, sughero, ma anche vini della regione (Almada e Seixal) e legna della Costa de Caparica, Trafaria e Sesimbra.
Popolarmente era denominata "terra degli asini", ed era frequentata da turisti che sfruttavano le carrozzelle trainate da questi animali quale forma di svago; fu il re Ferdinando II a diffondere questa moda. Molti turisti venivano dalla capitale Lisbona per godere dei piatti tipici della freguesia, tutti a base di pesce e frutti di mare.
Con l'espansione di Almada, a partire dal XIX secolo, Cacilhas divenne un importante punto di attracco per la navigazione fluviale; sorsero officine, fabbriche e magazzini, ma furono le riparazioni navali e la trasformazione del sughero le attività principali.
Cacilhas fu elevata al rango di freguesia il 4 ottobre del 1985 e tale rimase fino al 2013.

## Società

### Evoluzione demografica
| Indicatore | 1991  | 2001  | Variazione % |
| ---------- | ----- | ----- | ------------ |
| Residenti  | 8.637 | 7.030 | -21,4        |
| Famiglie   | 3.146 | 3.014 | -4,2         |
| Alloggi    | 3.665 | 3.667 | 0,1          |
| Edifici    | 462   | 455   | -1,5         |

## Monumenti e luoghi d'interesse
- Vista panoramica sulla città di Lisbona
- Chiesa de Nossa Senhora do Bom Sucesso
- Stazione archeologica della Quinta do Almaraz.